# Al-Shabab Al-Arabi Club Basketball
L'Al Shabab Al Arabi Club Basketball è stata una società di basket con sede nella città di Dubai, che faceva parte della polisportiva dell'Al Shabab Al Arabi Club. La squadra è stata sciolta nel 2017, a seguito della fusione della polisportiva Al-Shabab Al-Arabi Club con l'Ahli Dubai e il Dubai Club
.

## Roster 2015-2016[2]
|    | Naz.                                                       | Ruolo | Sportivo           | Anno | Alt. | Peso |  |
| -- | ---------------------------------------------------------- | ----- | ------------------ | ---- | ---- | ---- |  |
| 1  | Stati Uniti (bandiera) · Rep. Centrafricana (bandiera)     | AC    | James Mays         | 1986 | 206  | 95   |  |
| 10 | Emirati Arabi Uniti (bandiera)                             | G     | Ahmad Ibrahim      | 1979 | 179  | 74   |  |
| 11 | Emirati Arabi Uniti (bandiera)                             | G     | Al Zaabi Rashed    | 1988 | 189  | 84   |  |
| 12 | Emirati Arabi Uniti (bandiera)                             | AG    | Al Hattawi Ali     | 1979 | 200  | 94   |  |
| 15 | Emirati Arabi Uniti (bandiera)                             | AP    | Ahmed Husain       | 1989 | 180  | 76   |  |
| 20 | Emirati Arabi Uniti (bandiera)                             | AP    | Al Abdulla Abdulla | 1997 | 180  | 78   |  |
| 20 | Stati Uniti (bandiera)                                     | C     | Tyler Wilkerson    | 1988 | 203  | 93   |  |
| 21 | Emirati Arabi Uniti (bandiera)                             | PG    | Alfarsi Ahmand     | 1997 | 170  | 65   |  |
| 22 | Emirati Arabi Uniti (bandiera)                             | G     | Haji Jassim        | 1981 | 184  | 79   |  |
| 24 | Emirati Arabi Uniti (bandiera)                             | AG    | Abbass Ali         | 2000 | 190  | 88   |  |
| 28 | Emirati Arabi Uniti (bandiera) · Arabia Saudita (bandiera) | AG    | Saeed Khalfan      | 1987 | 195  | 92   |  |

## Palmares
- UAE Basketball League: 1

2015-2016
- Gulf Basketball Clubs Championship: 1

2011